# Copella (genre)
Genre
Copella est un genre de poissons téléostéens de la famille des Lebiasinidae et de l'ordre des Characiformes. Les espèces du genre Copella se rencontrent dans divers affluents de desserte lentes de l'Amazonie et autres grands fleuves d'Amérique du Sud, en particulier dans le nord du continent aux Guyana et Venezuela. L'une des espèces, Copella arnoldi, a la particularité de pondre ses œufs sur des feuilles surplombant le plan d'eau. Le développement complet des œufs a ainsi lieu en dehors de l'élément liquide mais les parents veillent à les asperger régulièrement pour éviter qu'ils ne se dessèchent. À l'éclosion, les alevins retombent dans leur élément naturel, entraînés par des gouttes d'eau, pour y poursuivre leur développement.

## Description
Ces poissons sont de forme allongée, avec des écailles marquées de manière à rendre la différenciation visuelle faciles par l'observation à l'œil nu. Les nageoires pectorales sont positionnés immédiatement derrière l’opercule, tandis que les nageoires pelviennes sont plus loin le long du corps, à mi-chemin entre la tête et le pédoncule caudal. La nageoire dorsale est positionnée au-dessus et légèrement derrière les nageoires pelviennes, et à mi-chemin entre les nageoires pelviennes et la nageoire caudale est la nageoire anale. La nageoire caudale est fourchue. Les mâles possèdent généralement les nageoires impaires plus allongées et ornées de pigmentations plus soutenus. Dans le cas de Copella arnoldi, la nageoire caudale du mâle est un peu asymétrique, le lobe supérieur étant plus grand que le lobe inférieur, (une nageoire caudale symétrique étant une des caractéristiques de la majorité des poissons appartenant à la famille des Actinopterygii)caractéristique liée à son mode de reproduction.

## Liste d'espèces
Selon FishBase (25 juin 2015) :
- Copella arnoldi (Regan, 1912)
- Copella carsevennensis (Regan, 1912)
- Copella compta (Myers, 1927)
- Copella eigenmanni (Regan, 1912)
- Copella meinkeni Zarske & Géry, 2006
- Copella metae (Eigenmann, 1914)
- Copella nattereri (Steindachner, 1876)
- Copella nigrofasciata (Meinken, 1952)
- Copella vilmae Géry, 1963

## Galerie

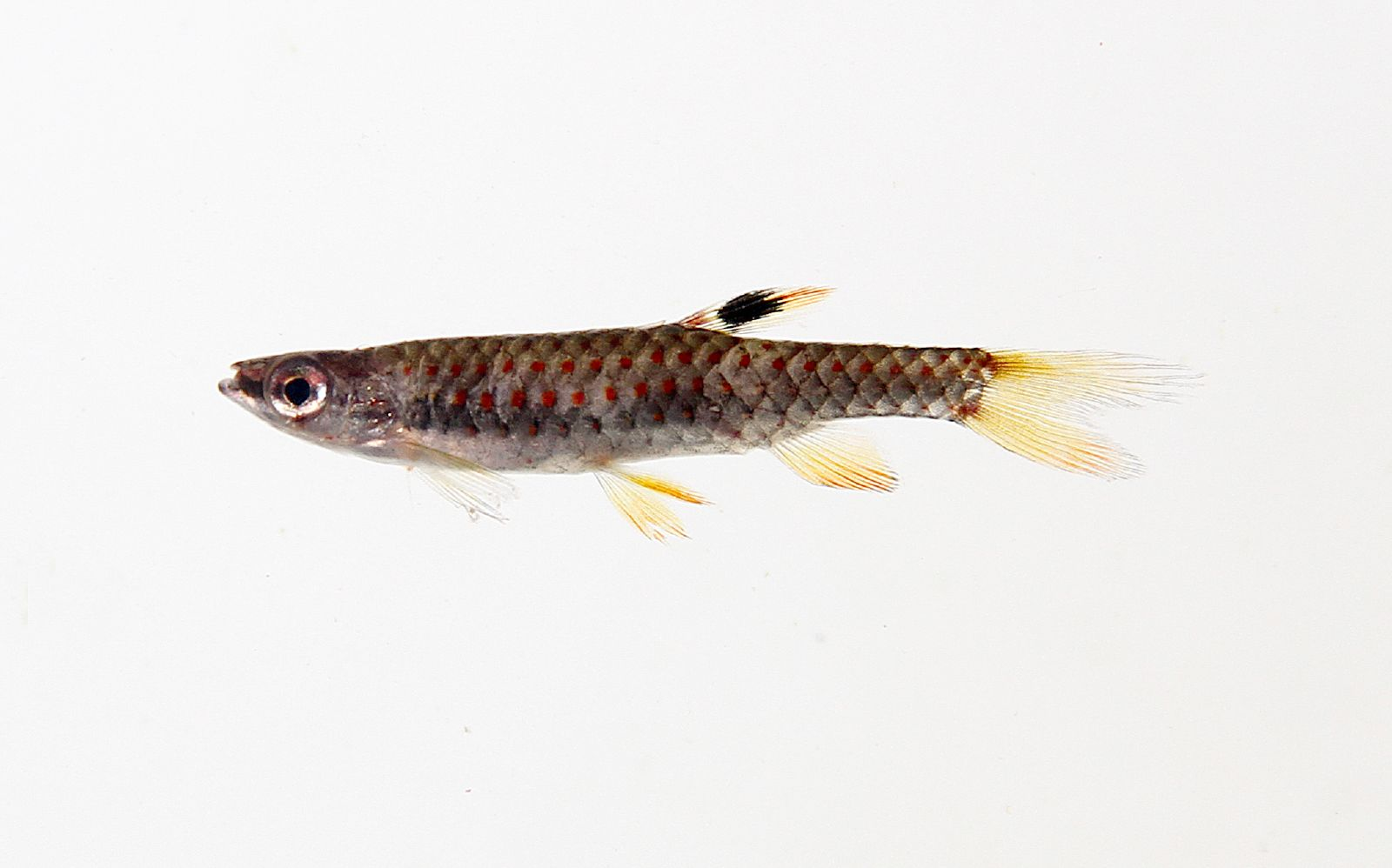
Copella sp.
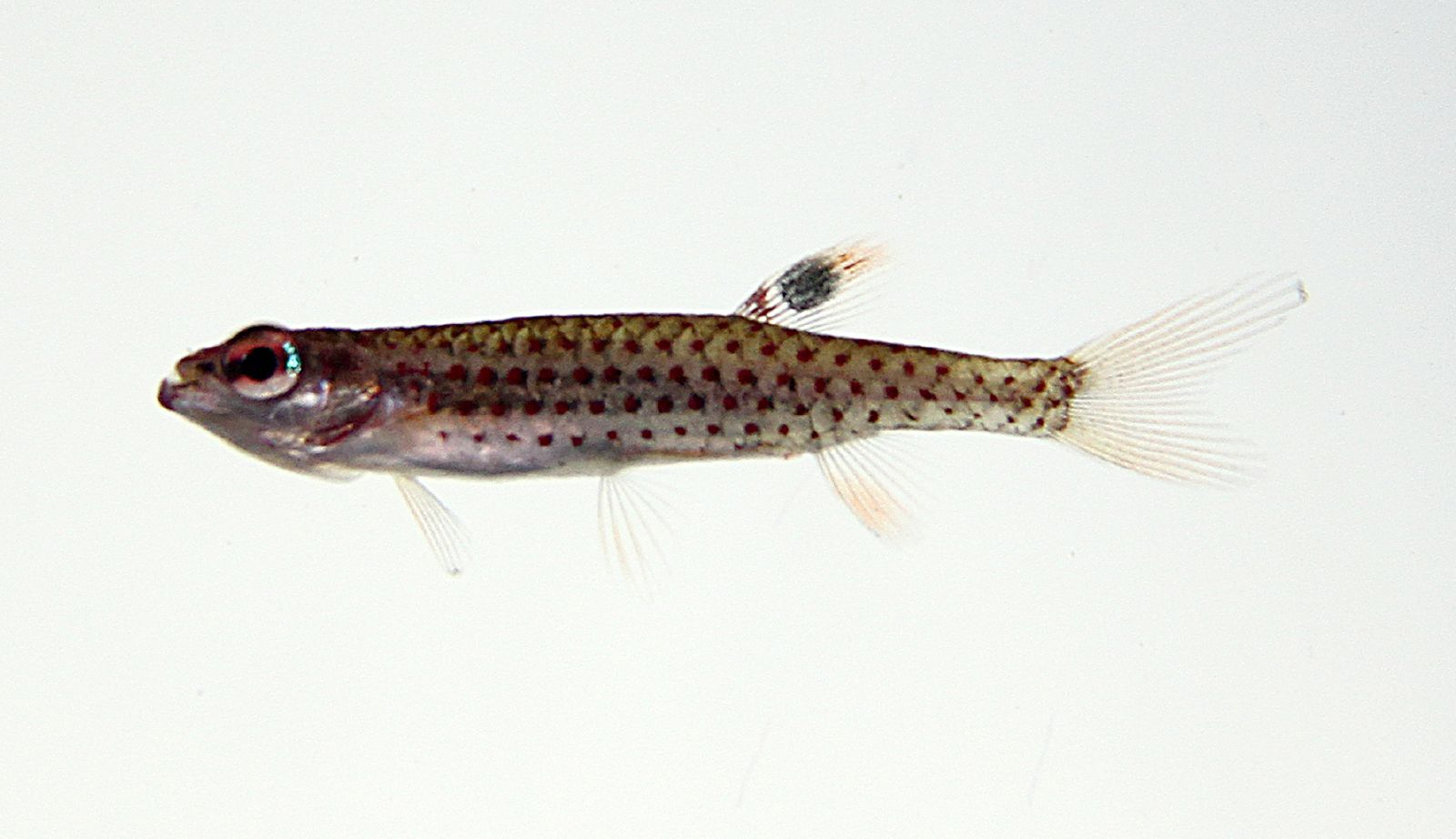
Copella sp.